# 비체린
비체린(이탈리아어: Bicerin bitʃeˈriŋ[*])은 이탈리아 토리노의 전통 음료수로서 뜨거운 음료이다. 에스프레소에 마시는 초콜릿, 우유를 층층히 넣어 만드는 음료이다. 쉽게 말해 커피와 우유, 초콜릿이 복합적으로 들어간 음료이다. 비체린이란 단어 자체는 피에몬트어로 작은 잔을 뜻한다. 18세기부터 알려졌으며 알렉산드르 뒤마가 1852년 격찬하면서 더 유명세가 더해졌다. 17세기의 음료 "바바레이사"(Bavareisa)가 그 시초인 것으로 파악되고 있다. 비체린은 세 재료를 섞는 게 아니라 층층히 둬서 내놓는 점이 확연히 다르다.
토리나의 카페 알 비체린이 비체린을 18세기부터 아직까지 제공하고 있으며 그곳이 시작이라고 믿는 사람도 있다. 한편 1704년 비아 포의 자리인 카페 피오리오가 1704년 경에 시작한 것으로 보기도 한다.
피에몬트 지방 정부는 2001년 비체린을 전통 특산품으로 공표했다.